# تود كروز
تود كروز (بالإنجليزية: Todd Cruz)‏ هو لاعب كرة قاعدة أمريكي، ولد في 23 نوفمبر 1955 في هايلاند بارك في الولايات المتحدة، وتوفي في 2 سبتمبر 2008 في بولهيد سيتي في الولايات المتحدة.

## وصلات خارجية
- تود كروز على موقع دوري كرة القاعدة الرئيسي (الإنجليزية)
- تود كروز على موقعبيزبول رفرنس.كوم (الدوري الرئيسي) (الإنجليزية)
- تود كروز على موقعبيزبول رفرنس.كوم (الدوري الثانوي) (الإنجليزية)
- تود كروز على موقع إي إس بي إن.كوم (أم.أل.بي) (الإنجليزية)
- تود كروز على موقع مشجعي الرسوم البيانية (الإنجليزية)